# 扎魯賓卡 (科羅斯堅區)
50°45′29″N 28°25′43″E / 50.75806°N 28.42861°E
扎魯賓卡（烏克蘭語：Зарубинка），是烏克蘭的村落，位於該國北部日托米爾州，由科羅斯堅區負責管轄，始建於1926年，面積0.22平方公里，2001年人口20，人口密度每平方公里92.17人。

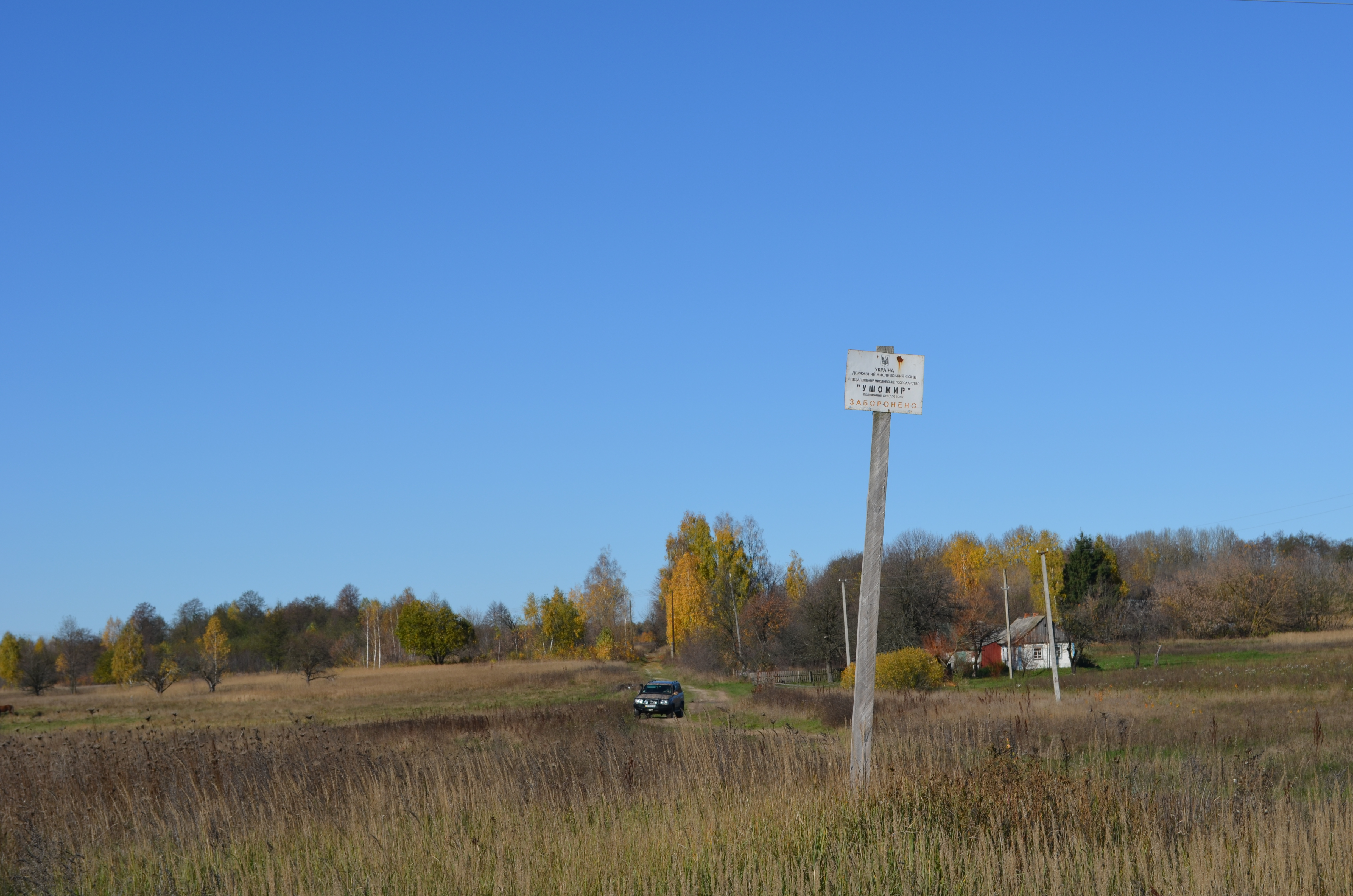